# Guckler Károly-kilátó

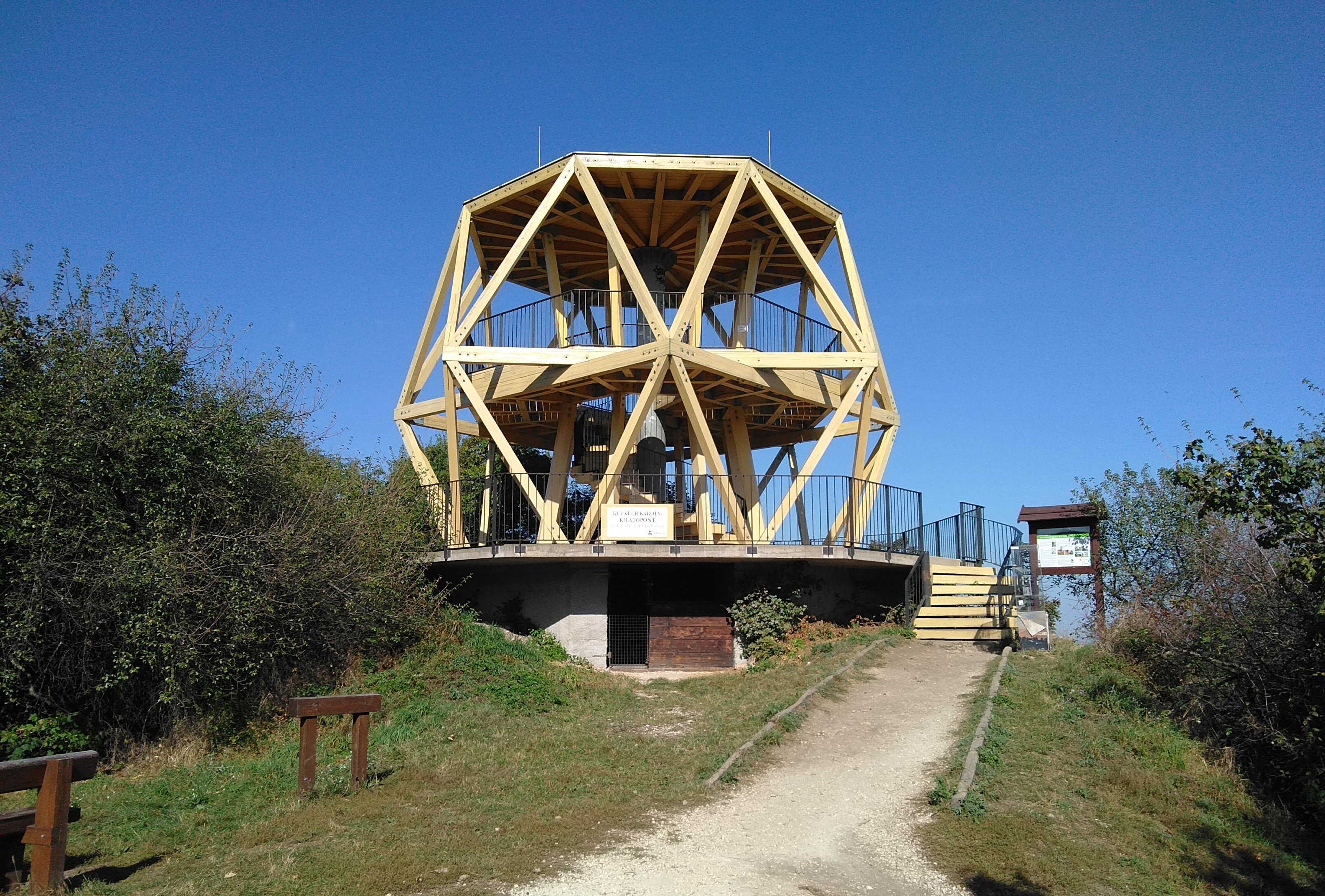
A kilátó 2023 októberében

A Guckler Károly-kilátó a Budai-hegységben, Budapest III. kerületében, a Hármashatár-hegy 495 méter magas csúcsán áll. A turisztikai létesítmény 2015-2016 folyamán épült a Pilisi Parkerdő Zrt. beruházásában, Koller József Ybl-díjas építész tervei szerint. Hivatalos átadása 2016. július 14-én történt.
A kilátó a négy darab második világháborús légvédelmi ütegállás, mint a 21. századra is megmaradt tájseb egyikének begyógyításaként, annak újrahasznosításával jött létre. Alaprajza szabályos nyolcszög, vasbeton kilátószintje 4 méter magasságban helyezkedik el, bonyolult kiképzésű faszerkezete 40 köbméter rétegragasztott fenyőgerenda és a rögzítési pontokon közel 4,5 tonna acélszerelék felhasználásával készült.
Belőle kitekintve körpanoráma nyílik a Budai-hegység és észak felé Vác–Pesti-Duna-völgy, dél felé a Pesti-hordalékkúpsíkság vidékére (utóbbin terpeszkedik a főváros keleti fele), amelyet északkelet felől a Gödöllői-dombság határol. Észak felé láthatók innen a az Solymári-völgyön túl a Pilis és mögötte a Visegrádi-hegység vonulatai is. Dél felé az Ördög-árok mély völgye fölött a Nagy-Hárs-hegy - János-hegy - Széchenyi-hegy vonulat magasodik. Nyugati irányban a Nagy-Hárs-hegy mögött a Pesthidegkúti-medence látszik. Tiszta időben akár a Mátra és a Magas-Tátra csúcsai is felismerhetők.
Névadójának Guckler Károlyt választották, akinek fővárosi erdőmesterként, később az Erdészeti Hivatal vezetőjeként nagy szerepe volt a 19. század végére a lakossági tűzifaigények miatt szinte teljesen fátlanná lecsupaszított budai hegyek, ezen belül is különösen a Hármashatár-hegy újraerdősítésében. Guckler a korábbi sikeres bécsi mintákat alapul véve kevéssé kényes feketefenyveseket telepített, a sekély talajréteg megkötése és további talajképzés céljából, s az így megerősödött talajon később a Pilisi Parkerdő Zrt. már megkezdhette a fenyves állományok őshonos fafajokra történő cseréjét.

## Turizmus
A kilátót érinti az Országos Kéktúra útvonala, továbbá a közelben található néhány másik turisztikai létesítmény is, mint a Hármashatár-hegyi Kiránduló Központ– amely egyben méltó tiszteletadás a terület repüléstörténeti múltja előtt –, a 2014 tavaszán átadott Hármashatár-hegyi Erdő Ajándéka Erdei Iskola, a 2014-ben felújított Hangár Bisztró és a hivatalosan 2016. július 14-én átadott 50 férőhelyes új Hármashatár-hegyi Turistaház.

## Képek

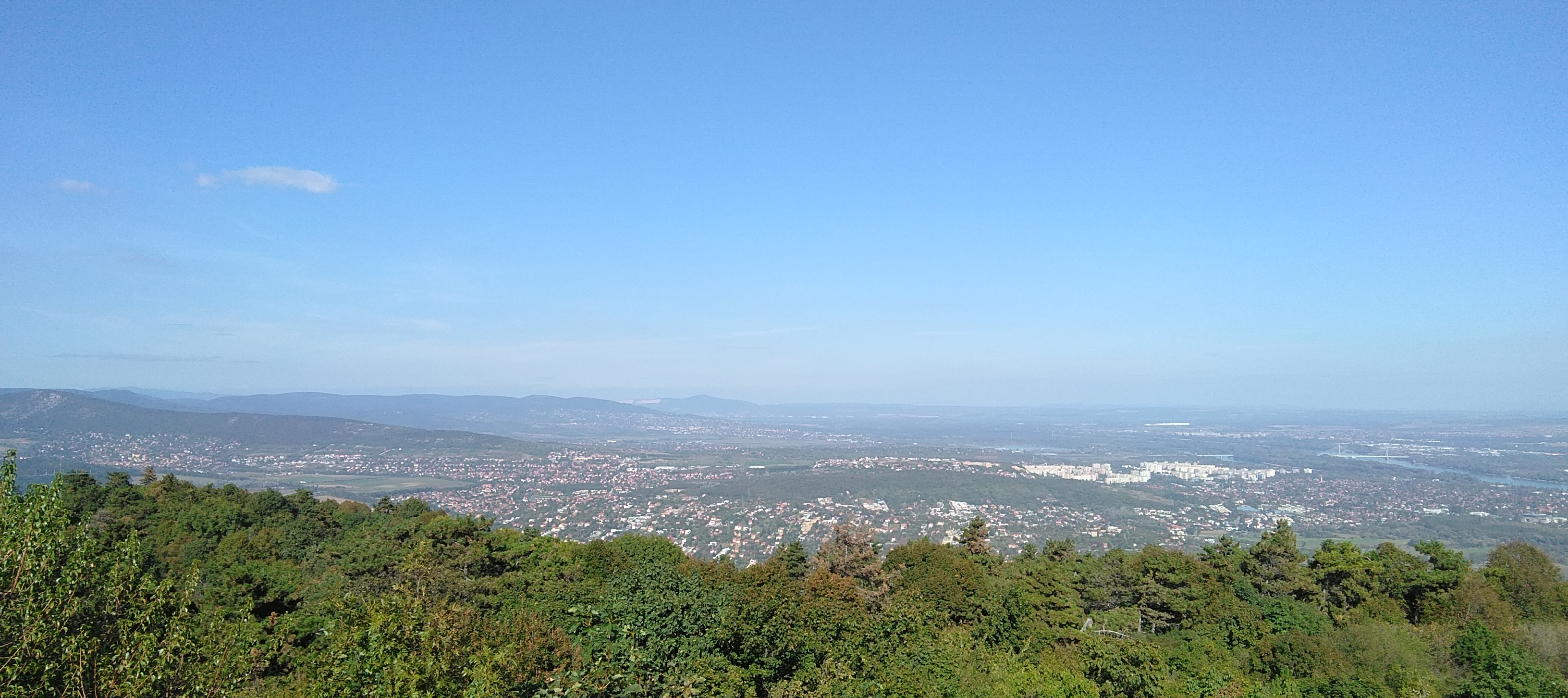
Nagy-Kevély, Solymári-völgy, a Péter-hegy, Üröm, Békásmegyer és a Pomázi-sík
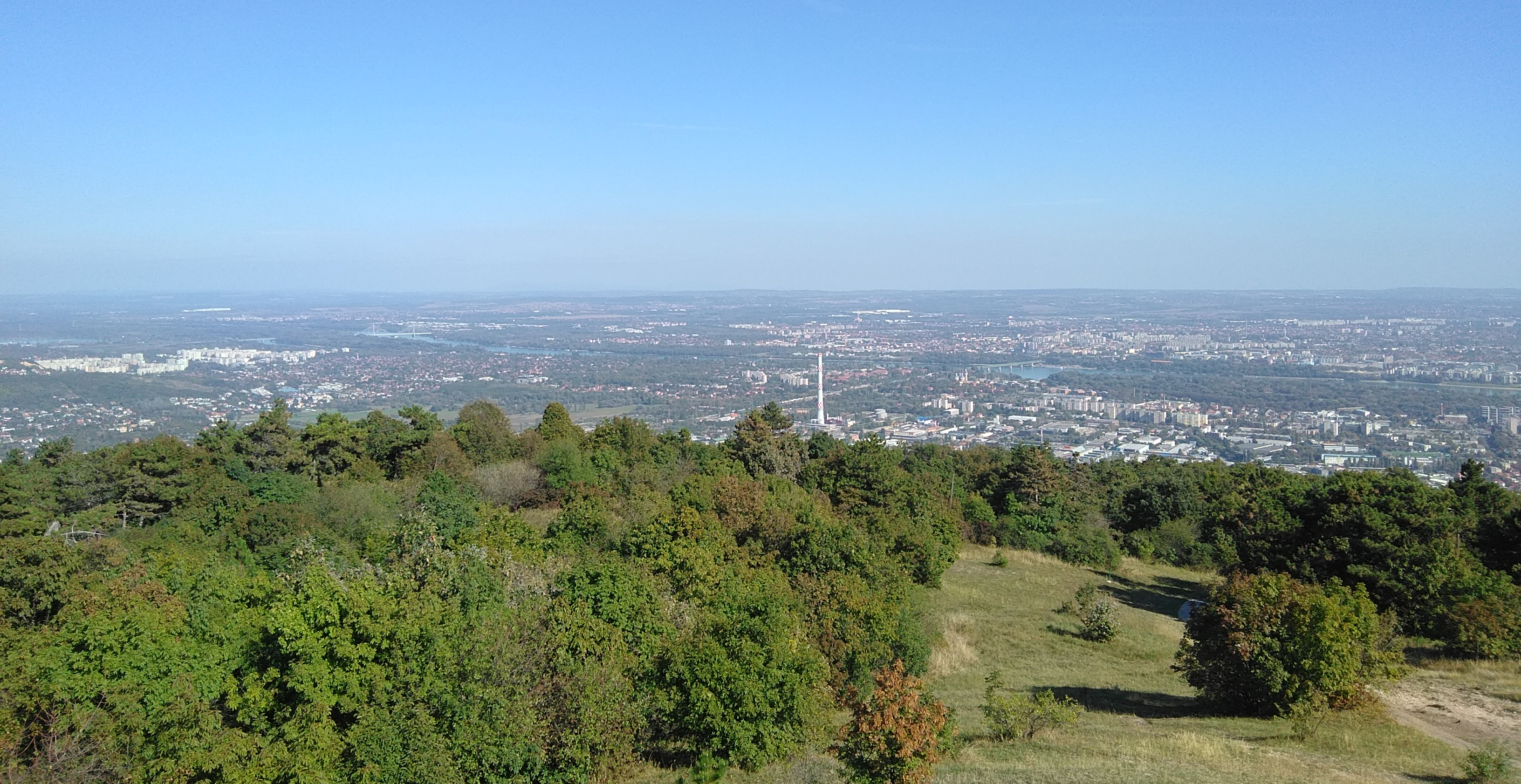
Kaszásdűlő, Rómafürdő, Csillaghegy, Békásmegyer és Újpest
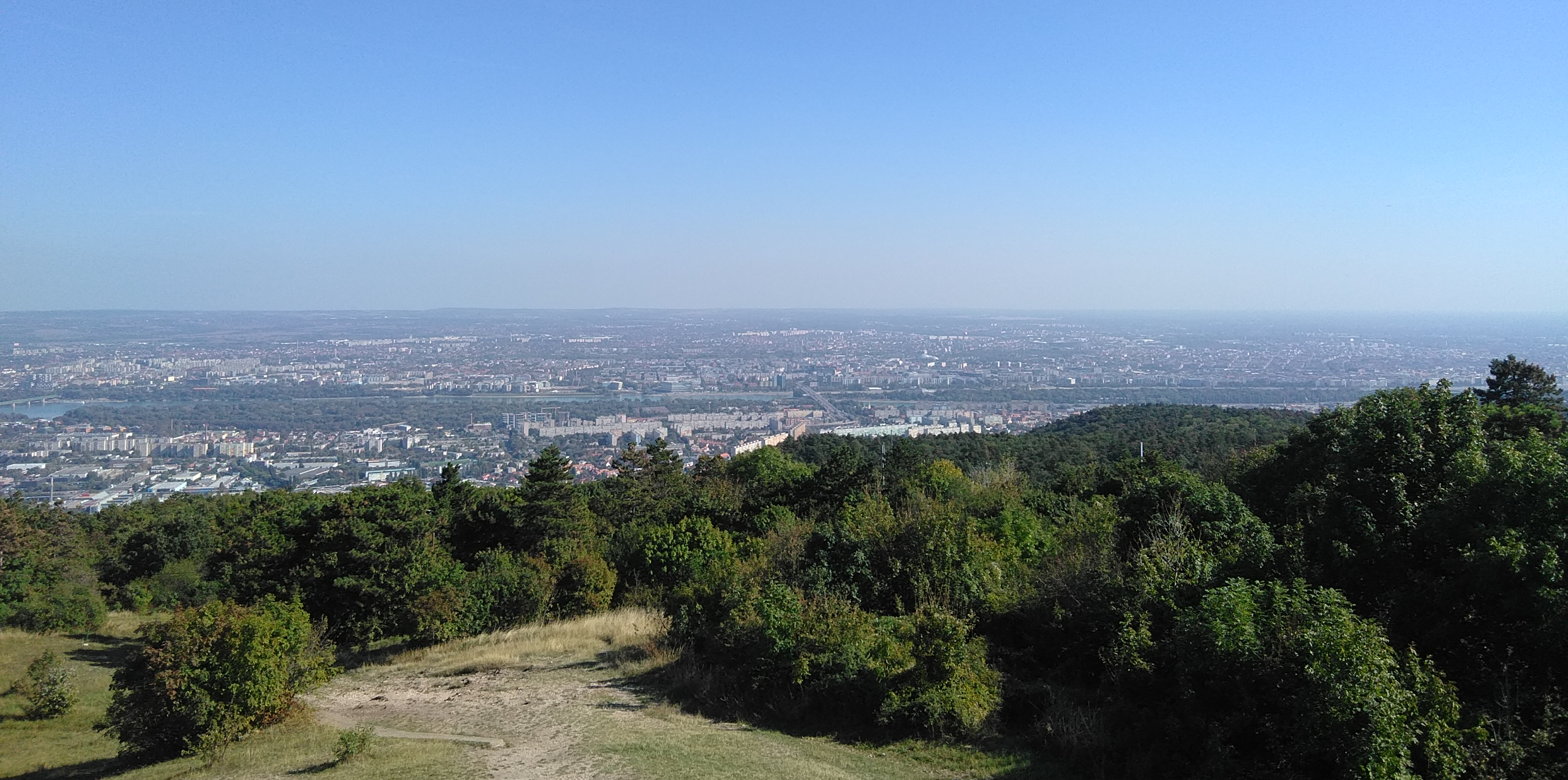
Kaszásdűlő, Óbuda, Vizafogó és Angyalföld
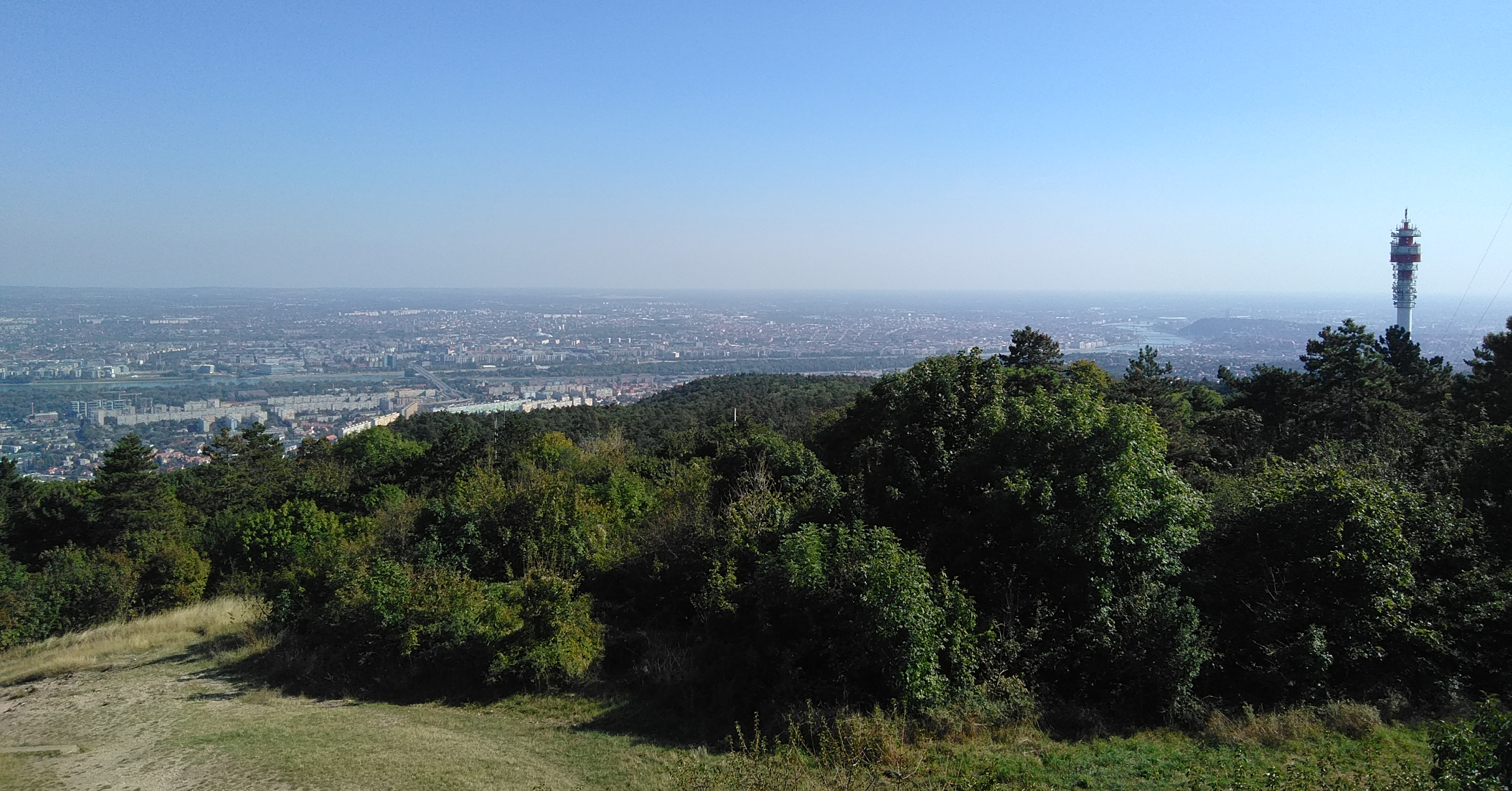
Óbuda, Margit-sziget, Tábor-hegy, Felső-Kecske-hegy és a Belváros